# 케리 파크

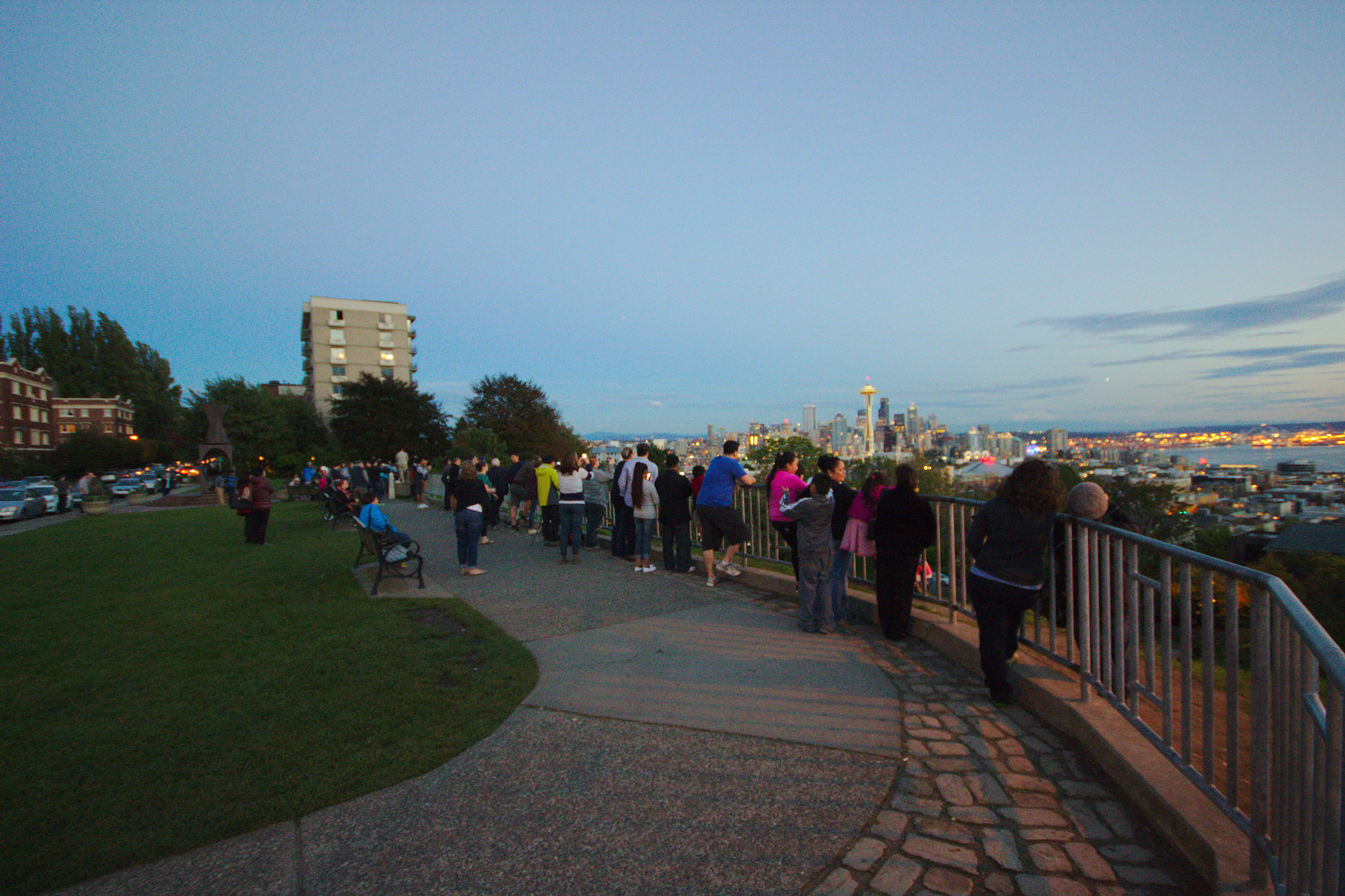
저녁

케리 파크(Kerry Park) 또는 케리 공원은 미국 워싱턴주 시애틀 퀸 앤 힐 남부에 위치한 작은 공립 공원이자 뷰포인트이다. 다운타운 시애틀을 크게 볼 수 있으며 2번 애비뉴(2nd Avenue)와 3번 애비뉴웨스트(3rd Avenue West) 사이의 웨스트하이랜드드라이브를 따라 위치해 있다. 이 공원의 뷰는 가장 상징적인 도시의 스카이라인 뷰로 간주되며 중심부에서 유명한 스페이스 니들, 서쪽으로 엘리엇 베이, 뒷편에 레이니어산이 함께한다.
이 공원은 1.26에이커(0.51헥타르)를 아우르며 여러 벤치들이 스카이라인을 두고 남쪽으로 향해있다.